# Crédal
Crédal est une coopérative belge créée en 1984 et active dans le domaine de la finance solidaire en Wallonie et à Bruxelles.

## Historique
Les origines du Crédal remontent au début des années 1980, dans la lutte contre l'apartheid.
Le Crédal s'est d'abord développé autour du financement de projets d'économie sociale. Il s'est ensuite lancé dans le conseil et l'accompagnement. Il a également appliqué en Belgique francophone les principes de la microfinance afin de contrer l'exclusion bancaire de micro-entrepreneurs.
En 2003, la coopérative dénombre 700 coopérateurs qui totalisent près de 7 millions d'euros d'investissement.
Début 2006, Crédal compte 891 coopérateurs et une vingtaine de collaborateurs. La même année, après avoir collaboré avec Fortis au travers de l'« épargne Cigale », et avec la banque coopérative BACOB, Crédal entame une collaboration avec la fondation Dexia.
Fin 2014, les fonds placés chez Crédal atteignent plus de 27 millions d'euros. La société octroie en 2013 environ un millier de crédits. Ces financements permettent à 173 organisations sociales de développer divers projets, 136 micro-entrepreneurs ont créé leur propre emploi et 645 personnes ont pu avoir recours à un crédit à la consommation.
En 2021, Crédal revendique plus de 3600 coopérateurs qui, ensemble, ont investi près de 50 millions d'euros dans la coopérative de finance éthique.

### Liens
- Site officiel